# Tuffi ai campionati mondiali di nuoto 2013
Le gare di tuffi ai campionati mondiali di nuoto 2013 si sono svolte dal 20 al 31 luglio 2013. Tutti gli eventi, esclusi i tuffi dalle grandi altezze che si sono disputati nel porto di Barcellona, si sono svolte allo Piscina municipale di Montjuïc di Barcellona.

## Calendario
| Data           | Ora   | Evento                                         |
| -------------- | ----- | ---------------------------------------------- |
| 20 luglio 2013 | 10:00 | Eliminatorie trampolino 3 m sincro femminile   |
| 20 luglio 2013 | 14:00 | Eliminatorie trampolino 1 m maschile           |
| 20 luglio 2013 | 17:30 | Finale trampolino 3 m sincro femminile         |
| 21 luglio 2013 | 10:00 | Eliminatorie piattaforma 10 m sincro maschile  |
| 21 luglio 2013 | 14:00 | Eliminatorie trampolino 1 m femminile          |
| 21 luglio 2013 | 17:30 | Finale piattaforma 10 m sincro maschile        |
| 22 luglio 2013 | 10:00 | Eliminatorie piattaforma 10 m sincro femminile |
| 22 luglio 2013 | 14:00 | Finale trampolino 1 m maschile                 |
| 22 luglio 2013 | 17:30 | Finale piattaforma 10 m sincro femminile       |
| 23 luglio 2013 | 10:00 | Eliminatorie trampolino 3 m sincro maschile    |
| 23 luglio 2013 | 14:00 | Finale trampolino 1 m femminile                |
| 23 luglio 2013 | 17:30 | Finale trampolino 3 m sincro maschile          |
| 24 luglio 2013 | 10:00 | Eliminatorie piattaforma 10 m femminile        |
| 24 luglio 2013 | 14:00 | Semifinale piattaforma 10 m femminile          |
| 25 luglio 2013 | 10:00 | Eliminatorie trampolino 3 m maschile           |
| 25 luglio 2013 | 14:00 | Semifinale trampolino 3 m maschile             |
| 25 luglio 2013 | 17:30 | Finale piattaforma 10 m femminile              |
| 26 luglio 2013 | 10:00 | Eliminatorie trampolino 3 m femminile          |
| 26 luglio 2013 | 14:00 | Semifinale trampolino 3 m femminile            |
| 26 luglio 2013 | 17:30 | Finale trampolino 3 m maschile                 |
| 27 luglio 2013 | 10:00 | Eliminatorie piattaforma 10 m maschile         |
| 27 luglio 2013 | 14:00 | Semifinale piattaforma 10 m maschile           |
| 27 luglio 2013 | 17:30 | Finale trampolino 3 m femminile                |
| 28 luglio 2013 | 14:00 | Finale piattaforma 10 m maschile               |
| 29 luglio 2013 | 16:00 | Eliminatorie grandi altezze 27 m maschile      |
| 30 luglio 2013 | 16:00 | Finale grandi altezze 20 m femminile           |
| 31 luglio 2013 | 16:00 | Finale grandi altezze 27 m maschile            |

## Podi

### Uomini
| Evento                      | Oro                                    | Punteggio | Argento                                | Punteggio | Bronzo                              | Punteggio |
| Tuffi individuali           |                                        |           |                                        |           |                                     |           |
| Trampolino 1 m (dettagli)   | Li Shixin                              | 460,95    | Illja Kvaša                            | 434,30    | Kevin Chávez                        | 431,55    |
| Trampolino 3 m (dettagli)   | He Chong                               | 544,95    | Evgenij Kuznecov                       | 508,00    | Yahel Castillo                      | 498,30    |
| Piattaforma 10 m (dettagli) | Qiu Bo                                 | 581,00    | David Boudia                           | 517,40    | Sascha Klein                        | 508,55    |
| Tuffi sincronizzati         |                                        |           |                                        |           |                                     |           |
| Trampolino 3 m (dettagli)   | Cina Qin Kai He Chong                  | 448,86    | Russia Il'ja Zacharov Evgenij Kuznecov | 428,01    | Messico Rommel Pacheco Jahir Ocampo | 422,79    |
| Piattaforma 10 m (dettagli) | Germania Sascha Klein Patrick Hausding | 461,46    | Russia Viktor Minibaev Artëm Česakov   | 445,95    | Cina Cao Yuan Zhang Yanquan         | 445,56    |
| Grandi altezze              |                                        |           |                                        |           |                                     |           |
| Grandi altezze (dettagli)   | Orlando Duque                          | 590,20    | Gary Hunt                              | 589,30    | Jonathan Paredes                    | 578,35    |

### Donne
| Evento                      | Oro                         | Punteggio | Argento                                 | Punteggio | Bronzo                                  | Punteggio |
| Tuffi individuali           |                             |           |                                         |           |                                         |           |
| Trampolino 1 m (dettagli)   | He Zi                       | 307,10    | Tania Cagnotto                          | 307,00    | Wang Han                                | 297,75    |
| Trampolino 3 m (dettagli)   | He Zi                       | 383,40    | Wang Han                                | 356,25    | Pamela Ware                             | 350,25    |
| Piattaforma 10 m (dettagli) | Si Yajie                    | 392,15    | Chen Ruolin                             | 388,70    | Julija Prokopčuk                        | 358,40    |
| Tuffi sincronizzati         |                             |           |                                         |           |                                         |           |
| Trampolino 3 m (dettagli)   | Cina Wu Minxia Shi Tingmao  | 338,40    | Italia Francesca Dallapé Tania Cagnotto | 307,80    | Canada Jennifer Abel Pamela Ware        | 292,08    |
| Piattaforma 10 m (dettagli) | Cina Liu Huixia Chen Ruolin | 356,28    | Canada Meaghan Benfeito Roseline Filion | 331,41    | Malaysia Pandelela Rinong Leong Mun Yee | 331,14    |
| Grandi altezze              |                             |           |                                         |           |                                         |           |
| Grandi altezze (dettagli)   | Cesilie Carlton             | 211,60    | Ginger Huber                            | 206,70    | Anna Bader                              | 203,90    |

## Medagliere
| Pos.   | Paese         | Oro | Argento | Bronzo | Totale |
| ------ | ------------- | --- | ------- | ------ | ------ |
| 1      | Cina          | 9   | 2       | 2      | 13     |
| 2      | Stati Uniti   | 1   | 2       | 0      | 3      |
| 3      | Germania      | 1   | 0       | 2      | 3      |
| 4      | Colombia      | 1   | 0       | 0      | 1      |
| 5      | Russia        | 0   | 3       | 0      | 3      |
| 6      | Italia        | 0   | 2       | 0      | 2      |
| 7      | Canada        | 0   | 1       | 2      | 3      |
| 8      | Ucraina       | 0   | 1       | 1      | 2      |
| 9      | Gran Bretagna | 0   | 1       | 0      | 1      |
| 10     | Messico       | 0   | 0       | 4      | 4      |
| 11     | Malaysia      | 0   | 0       | 1      | 1      |
| Totale | Totale        | 12  | 12      | 12     | 36     |